# José Rivas Gamboa
José Alejandro Rivas Gamboa (Valera, Trujillo, Venezuela; 13 de septiembre de 1998) es un futbolista venezolano que juega como delantero en el Trujillanos Fútbol Club de la Segunda División de Venezuela.